# Pirâmide de Userquerés
O complexo da pirâmide de Userquerés ou Usercafe (em egípcio: Userkaf) foi construído c. 2 490 a.C. para o faraó Userquerés (r. 2494–2487 a.C.), fundador da V dinastia do Egito Antigo (c. 2494–2345 a.C.). Ele está localizado no campo da pirâmide em Sacará, no nordeste da pirâmide de degraus de Djoser (reinou por volta de 2 670 a.C.). Construída em pedra revestida com um núcleo de escombros, a pirâmide está agora arruinada e assemelha-se a uma colina cônica nas areias de Sacara. Por esta razão, é conhecido localmente como Elaram Maarbixe (El-Haram el-Maharbish), o "Montão de Pedra", e foi reconhecido como uma pirâmide real por arqueólogos ocidentais no século XIX.
A pirâmide de Userquerés é parte de um complexo mortuário maior que compreende um templo mortuário, uma capela de oferendas e uma pirâmide de culto, bem como pirâmides separadas e um templo mortuário para a esposa de Userquerés, a rainha Neferetepés. O templo mortuário de Userquerés e a pirâmide de culto estão hoje completamente arruinados e difíceis de reconhecer. A pirâmide da rainha não é nada mais do que um monte de escombros, sendo que sua câmara funerária foi exposta por ladrões.
O complexo é marcadamente diferente daqueles construídos durante a IV dinastia (c. 2613–2494 a.C.) em seu tamanho, arquitetura e localização, estando em Sacara e não em Gizé. Como tal, o complexo da pirâmide de Userquerés poderia ser uma manifestação das mudanças profundas na ideologia da realeza que ocorreu entre as IV e V dinastias, mudanças que podem ter começado durante o reinado do predecessor imediato de Userquerés, Seberquerés. Cerca de 1500 anos após sua construção, o complexo da pirâmide foi restaurado sob o governo de Ramessés II. Em um período muito posterior (664–525 a.C.), foi usado como cemitério.